# Evangelia
Evangelia Psarakis (en griego, Ευαγγελία Ψαράκη; Nueva Jersey, 24 de mayo de 1992), conocida simplemente como Evangelia, es una cantante greco-estadounidense. Tiene contrato con Sony Music y ha realizado giras por el Reino Unido, Australia y Estados Unidos.

## Biografía
Evangelia creció entre la pequeña granja de su abuela en la isla de Creta y la casa de sus padres en Nueva Jersey. Estudió Historia y Ciencias Políticas en la Universidad Rutgers desde 2010 y completó un curso de formación docente en la Escuela de Posgrado de Educación de Rutgers en Nuevo Brunswick en 2015. Mientras todavía era estudiante, actuó como cantante en clubes de Nueva York. Después de su formación, Evangelia trabajó como profesora, pero después de tres años decidió abandonar su trabajo para dedicarse por completo a su carrera musical. Después de sus sencillos "Páli" y su éxito doble platino "Fotiá", Evangelia lanzó la canción "Let's Go MIA" en 2023, que contiene una interpolación del éxito de 2000 "Dragostea din tei".
El 10 de enero de 2025, durante el programa de ERT1, Proian se eidon, se anunció que Evangelia competiría en la final nacional griega del Festival de la Canción de Eurovisión 2025, denominada Ethnikós Telikós 2025, con la canción "Vále" (Βάλε).

## Vida personal
Evangelia vive en Los Ángeles y tiene una relación con el compositor y productor Jay Stolar. Además, apoya la Iniciativa de Mentoría Helénica de Philo4Thought Inc.

## Discografía
- 2019: U & Me (con Kastra y twoDB)
- 2020: Páme Páme
- 2021: Fotiá (con Eleni Foureira)
- 2021: Diving (con Kelvin Jones)[10]
- 2022: Perder Control
- 2022: Aman (con Amanda Georgiadi Tenfjord)[11]
- 2023: Πάλι (con Mente Fuerte)
- 2023: Let's Go MIA[5]

## Premios y honores
- 2023: MAD Video Music Awards en las categorías “Mejor Artista Nuevo” y “Mejor Dueto”[5][12]